# (73451) 2002 NN30
(73451) 2002 NN30 – planetoida z pasa głównego asteroid okrążająca Słońce w ciągu 5,55 lat w średniej odległości 3,13 j.a. Odkryta 6 lipca 2002 roku.